# Silpha tristis
Silpha tristis is een aaskever (Silphidae) voor het eerst beschreven in 1798 door de Duitse entomoloog Illiger. Deze kever kan gevonden worden in Europa, Noord-Azië en Noord-Amerika.

## Herkenning
Het is een middelgrote tot grote kever. Als ze nog niet volgroeid zijn hebben ze een bruine kleur. De dekschilden zijn sterk en glanzend. Hun achterste voelspriet is niet langwerpig. In de hals is hij gestippeld. Ze zijn zeer lastig te onderscheiden van Silpha obscura. Deze is doffer met geribde dekschilden, en heeft een grof bestippelde hals.

## Voorkomen
Vroeger waren ze heel zeldzaam, tegenwoordig komen ze voor in heel Nederland.

## Biotoop
Ze komen vooral voor in open en halfopen gebieden

## Vliegtijd
Ze zijn vooral te spotten van april tot september, af en toe ook in andere maanden

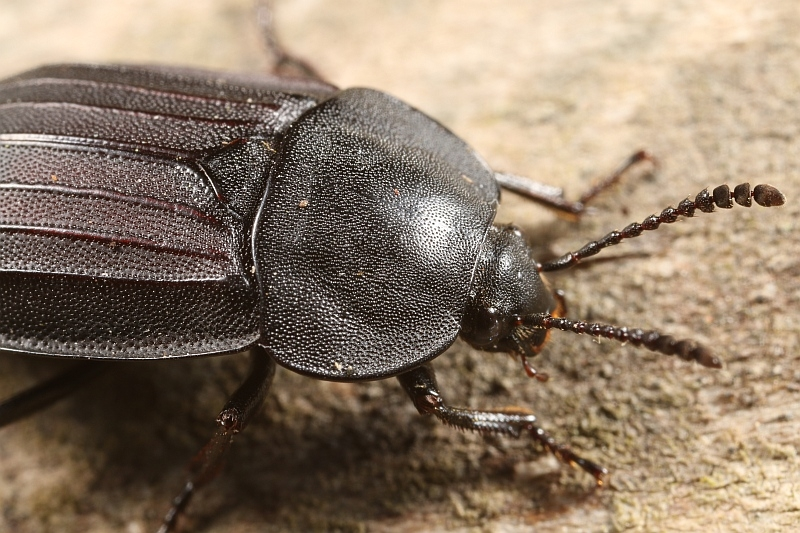

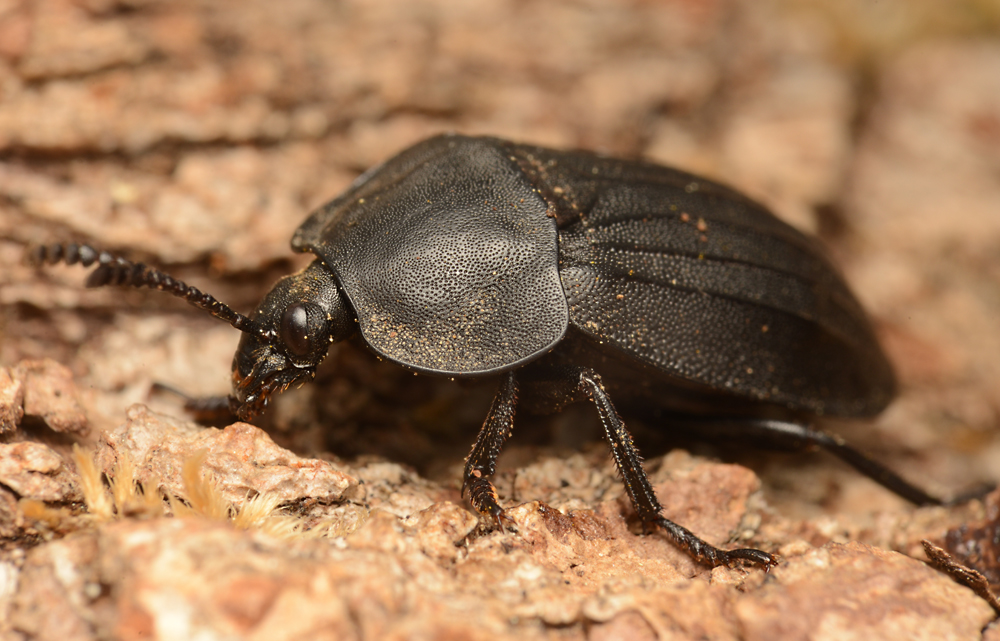